# Rottersdorfer Straße 1 (Magdeburg)

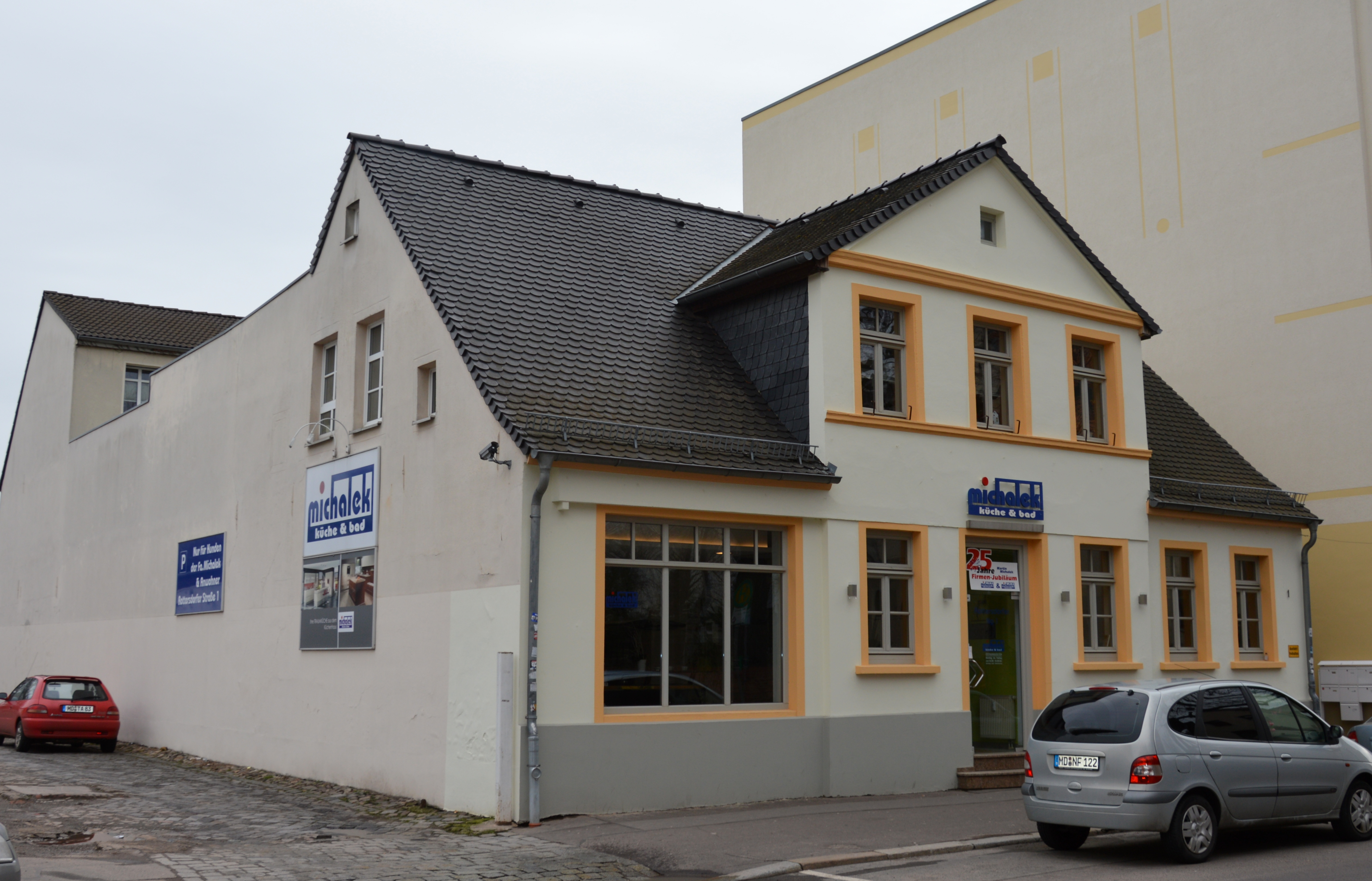
Haus Rottersdorfer Straße 1

Das Gebäude Rottersdorfer Straße 1 ist ein denkmalgeschütztes Wohnhaus in Magdeburg in Sachsen-Anhalt.

## Lage
Das Haus befindet sich auf der Nordostseite der Rottersdorfer Straße im Magdeburger Stadtteil Sudenburg.

## Architektur und Geschichte
Der eingeschossige verputzte Bau entstand in der ersten Hälfte des 19. Jahrhunderts. Das traufständige Gebäude verfügt über einen nur flach hervortretenden Mittelrisaliten, der von einem Dreiecksgiebel bekrönt ist und einen dreiachsigen Dacherker ausbildet. Bedeckt ist das Gebäude von einem hohen Satteldach.
Im örtlichen Denkmalverzeichnis ist das Wohnhaus unter der Erfassungsnummer 094 70337 als Baudenkmal verzeichnet.
Das Gebäude gilt als Teil des Ensembles um die Sankt-Marien-Kirche als städtebaulich bedeutsam. Darüber hinaus ist das aus der frühen Phase der Bebauung Sudenburgs stammende Haus stadtgeschichtlich bedeutend.